# Чероборта
Чероборта (рум. Ceroborta) — село в складі муніципію Кишинів в Молдові. Входить до складу сектора Чокана та до складу комуни, адміністративним центром якої є село Крузешть.